# آرشي ويلسون (لاعب كرة قاعدة)
آرشي ويلسون (بالإنجليزية: Archie Wilson) هو لاعب كرة قاعدة أمريكي، ولد في 25 نوفمبر 1923 في لوس أنجلوس في الولايات المتحدة، وتوفي في 28 أبريل 2007 في ديكاتور في الولايات المتحدة.

## وصلات خارجية
- آرشي ويلسون على موقعبيزبول رفرنس.كوم (الدوري الرئيسي) (الإنجليزية)
- آرشي ويلسون على موقعبيزبول رفرنس.كوم (الدوري الثانوي) (الإنجليزية)